# Buguey
Buguey is een gemeente in de Filipijnse provincie Cagayan op het eiland Luzon. Bij de laatste census in 2007 had de gemeente ruim 28 duizend inwoners.

## Geografie

### Bestuurlijke indeling
Buguey is onderverdeeld in de volgende 30 barangays:
| - Alucao Weste - Antiporda - Ballang - Balza - Cabaritan - Calamegatan - Centro - Centro West - Dalaya - Fula - Leron - Maddalero - Mala Este - Mala Weste - Minanga Este | - Minanga Weste - Paddaya Este - Paddaya Weste - Pattao - Quinawegan - Remebella - San Isidro - San Juan - San Vicente - Santa Isabel - Santa Maria - Tabbac - Villa Cielo - Villa Gracia - Villa Leonora |

## Demografie
Buguey had bij de census van 2007 een inwoneraantal van 28.129 mensen. Dit zijn 1.728 mensen (6,5%) meer dan bij de vorige census van 2000. De gemiddelde jaarlijkse groei komt daarmee uit op 0,88%, hetgeen lager is dan het landelijk jaarlijks gemiddelde over deze periode (2,04%). Vergeleken met de census van 1995 is het aantal mensen met 3.071 (12,3%) toegenomen.

De bevolkingsdichtheid van Buguey was ten tijde van de laatste census, met 28.129 inwoners op 164,5 km², 152,3 mensen per km².